# Morlanwelz

Morlanwez es una comuna de la región de Valonia, en la provincia de Henao, Bélgica. A 1 de enero de 2019 tenía una población estimada de 19 065 habitantes.

## Historia
En 1547 María de Hungría, gobernadora de los Países Bajos de los Habsburgo, construyó en sus inmediaciones un palacio, destruido por las tropas de Enrique II de Francia en 1554 (en represalia por la previa destrucción en 1552 del castillo francés de Folembray). El palacio sería restaurado entre 1555-1565.
Durante los años 1605 y 1620, Alberto e Isabel Clara Eugenia de Austria lo engrandecieron, especialmente a partir de la Tregua de los doce años.
El 27 de octubre de 1668 sería ocupado por el ejército francés, siendo devuelto a España en 1678 mediante los Tratados de Nimega.
Abandonado por las tropas borbónicas ante el avance de las tropas de la Alianza de La Haya en 1709. Pasaría a ser posesión austriaca en 1714.
El palacio finalmente sería destruido el 21 de junio de 1794 por las tropas revolucionarias francesas.

## Geografía

### Secciones del municipio
El municipio comprende los antiguos municipios, que se fusionaron en 1977:
| - Morlanwelz-Mariemont - Carnières - Mont-Sainte-Aldegonde |

## Demografía

### Evolución
Todos los datos históricos relativos al actual municipio, el siguiente gráfico refleja su evolución demográfica, incluyendo municipios después de efectuada la fusión el 1 de enero de 1977.
| Gráfica de evolución demográfica de Morlanwelz entre 1846 y 2019 |
|                                                                  |

## Personajes ilustres
- Elio Di Rupo (1951), primer ministro belga

## Galería de imágenes

Parc de Mariemont
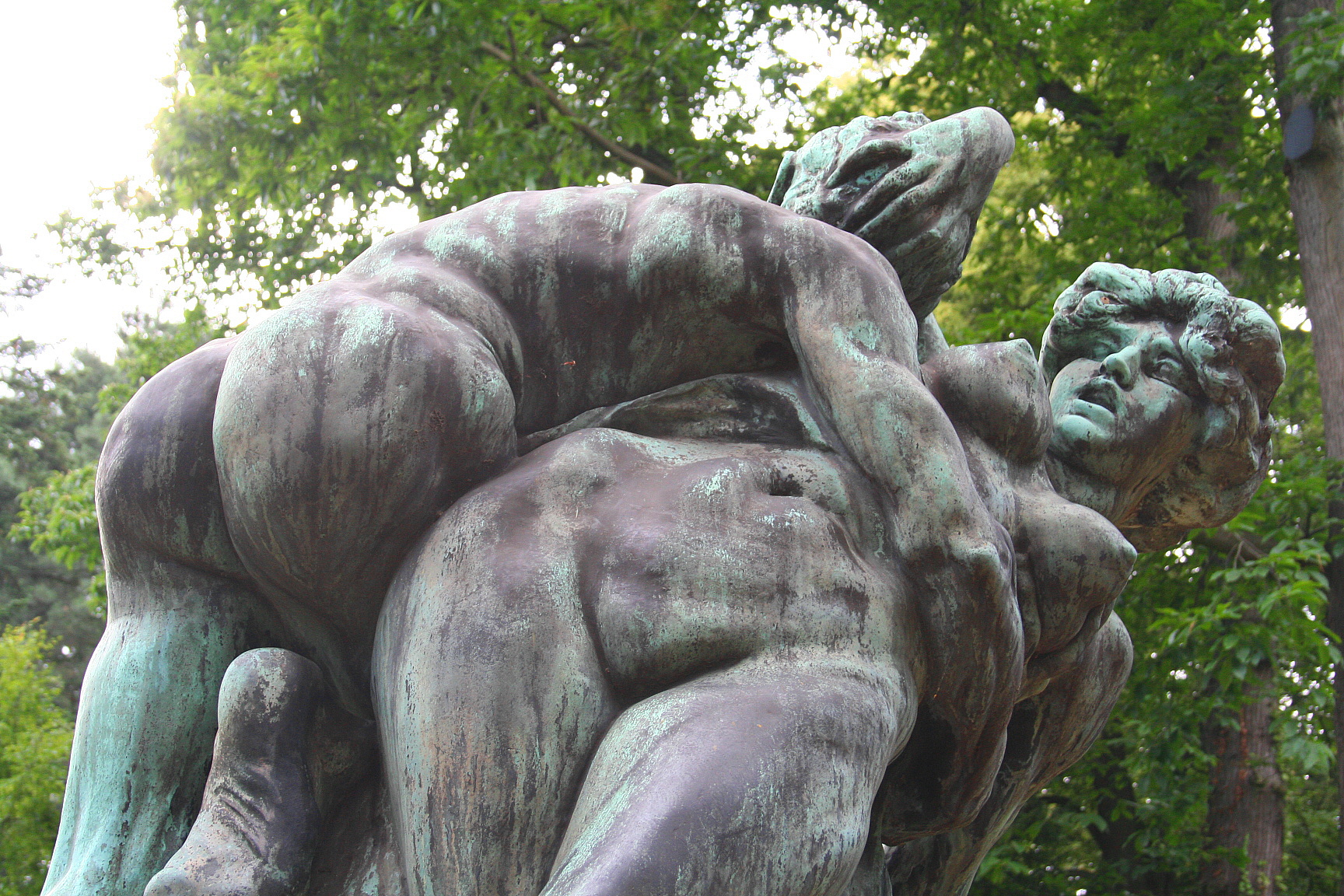
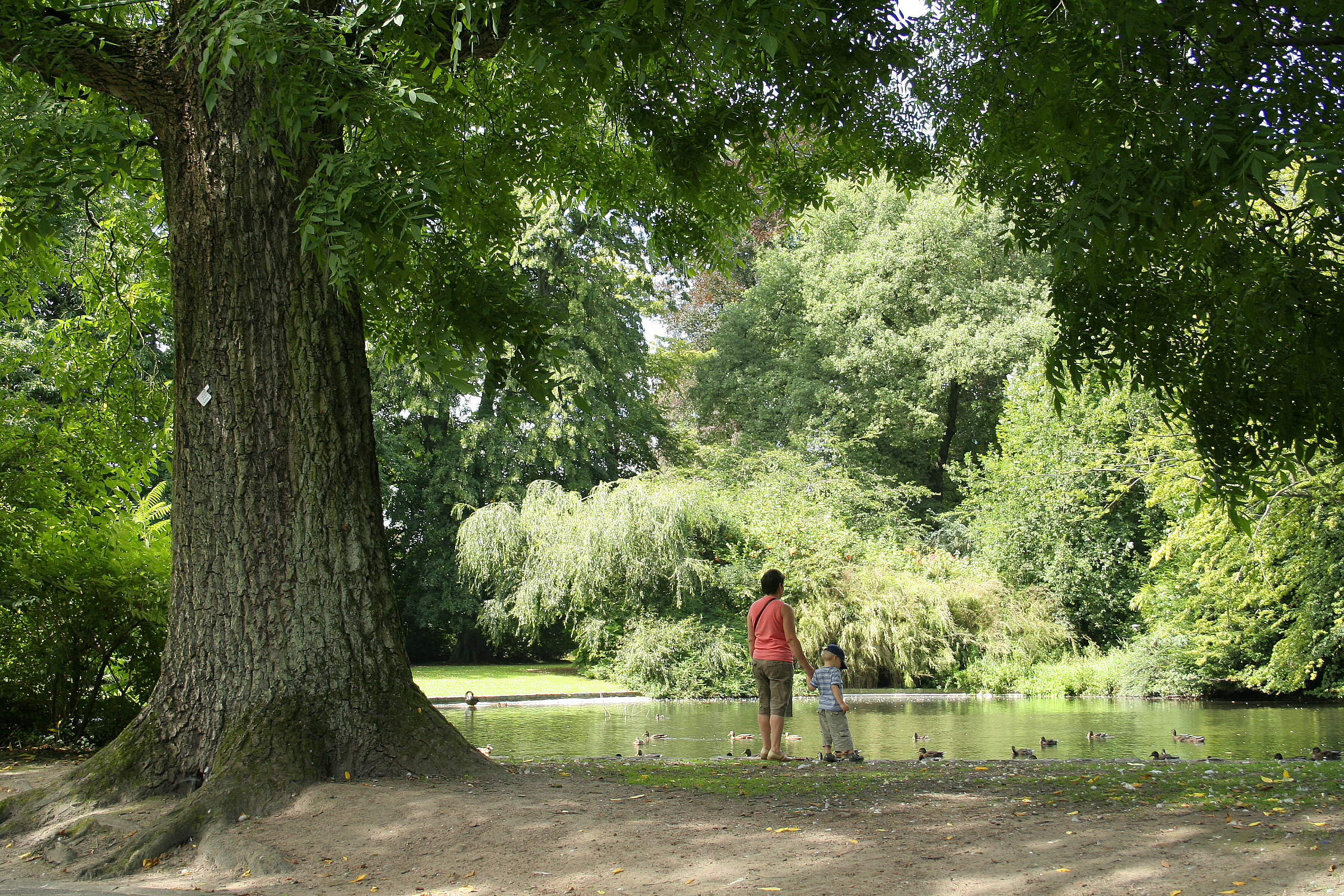
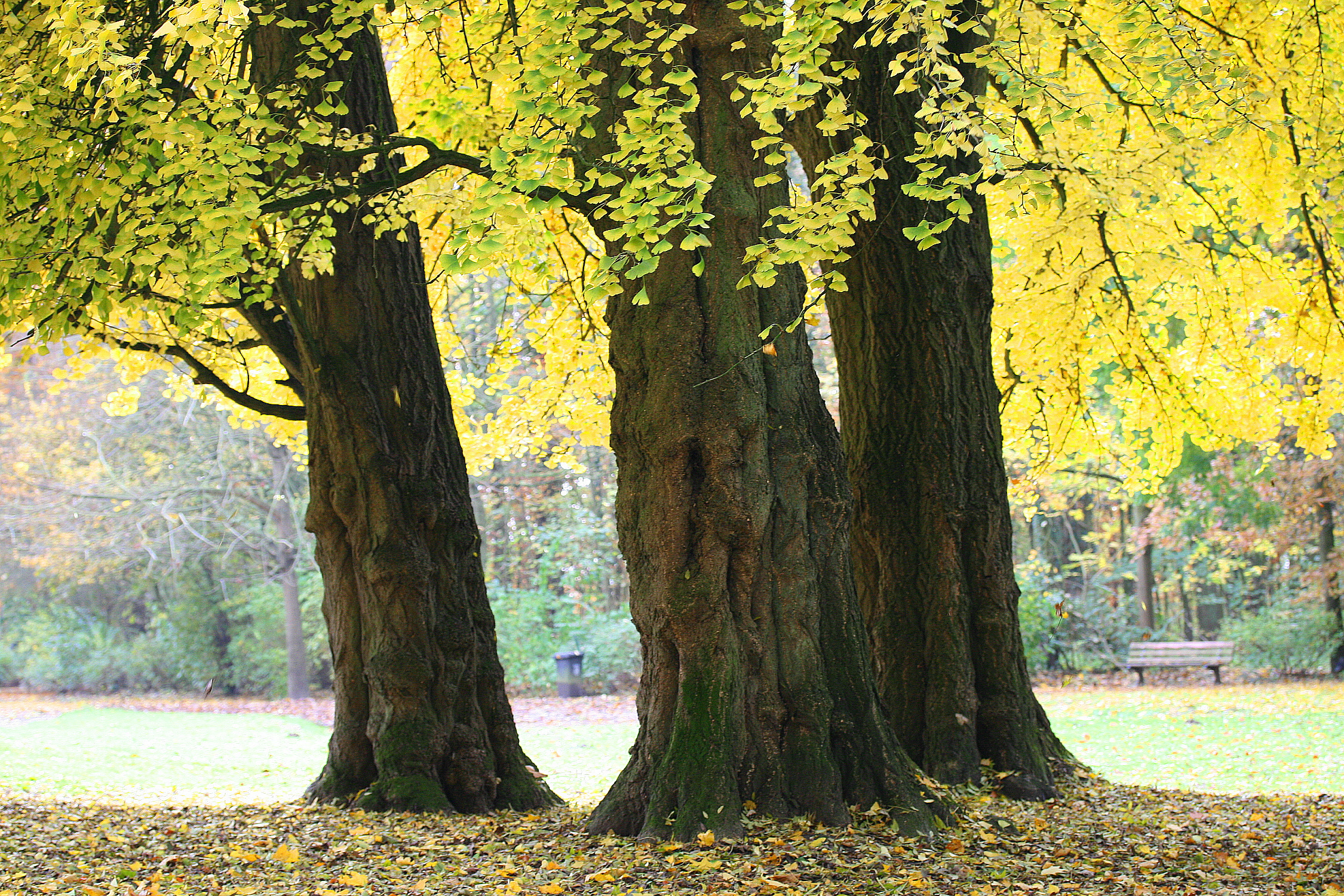

## Ciudades hermanadas
- Villarosa, Italia (2002)
- Le Quesnoy, Francia
- Pleszew, Polonia
- Blaj, Rumania